# Thomas Blanchard

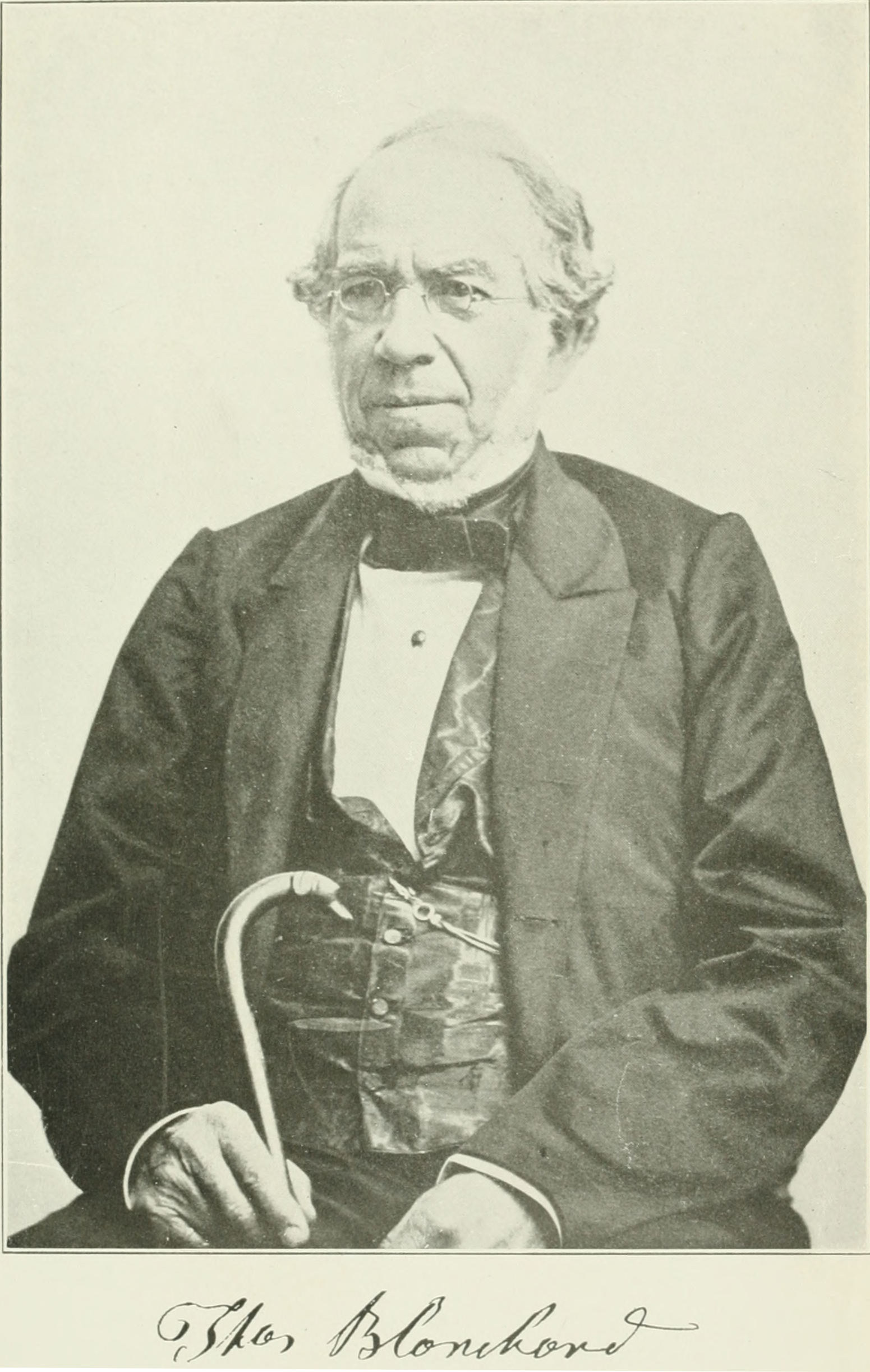
Thomas Blanchard.

Thomas Blanchard (1788-1864) fue un prolífico inventor estadounidense, que consiguió patentar más de veinticinco inventos que realizó.

## Biografía
Nació en Sutton, Massachusetts. Su primera máquina, hecha y patentada en 1806, fue una máquina para fabricar tachuelas metálicas, que podía fabricar quinientas tachuelas por minuto, mucho mejores que las fabricadas manualmente. Tras vender los derechos de esta máquina por 5.000 dólares, Blanchard dirigió su atención al mecanizado de las ánimas de las armas de fuego, e inventó una máquina que dinamizó el proceso Esta máquina era concretamente un torno copiador para mecanizar los cañones de las armas. Fue contratado por el arsenal de Springfield durante su construcción, y terminó la máquina en 1820.
Después se centró en el transporte, e inventó un "motor de vapor" antes de la invención de los ferrocarriles, creó una embarcación a vapor capaz de remontar el río Connecticut y la patentó en 1831. En 1851 diseñó y construyó una máquina que podía doblar maderas gruesas y fuertes. Además de estos importantes logros, Blanchard también diseñó diversas máquinas para cortar y doblar papel para producir sobres. 

## Patentes
- X0002080 el esquilar Horizontal trabajan a máquina el 4 de mayo de 1813 (patente destruida por el fuego)

- X0003010 Máquina para tachuelas y clavitos el 3 de octubre de 1817 (patente destruida por fuego)

- X0003131 Vuelta de formas irregulares (imagen sólo, ningún texto) Patentado el 6 de septiembre de 1819

- X0003436 Máquina para girar acciones (reservas) de arma el 6 de septiembre de 1819 (patente destruida por LOL

- X0004832 Regulación de la velocidad de carros el 28 de diciembre de 1825 (patente destruida por fuego)

- Patente estadounidense 3 Máquina para vuelta, *c., haces de madera y alfileres para los abordar-bloques de los barcos y poleas. Fechado el 1 de agosto de 1836.

- Patente estadounidense 4 Afeitado de acción (reserva) o rodeo sobre máquina para bordes, finales, *c., de los abordar-bloques de los barcos. Fechado el 10 de agosto de 1836.

- Patente estadounidense 5 Máquina para mortaja las cáscaras sólidas de madera de los abordar-bloques de los barcos. Fechado el 10 de agosto de 1836.

- Patente estadounidense 6 La máquina para formar los pedazos de final de tablón se obstruye para barcos, *c. Fechado el 10 de agosto de 1836.

- Patente estadounidense 7 Máquina para abrir agujeros y cortar lanyard-montones en deadeyes. Fechado el 10 de agosto de 1836.

- Patente estadounidense 8 Máquina para cortar montones los abordar-bloques de los barcos redondos y ojos muertos. Fechado el 10 de agosto de 1836.

- Patente estadounidense 9 Método de tablón fascinante o bloques hechos. Fechado el 10 de agosto de 1836.

- Datos: Q7787689
- Multimedia: Thomas Blanchard / Q7787689